# مسيحيو مار توما

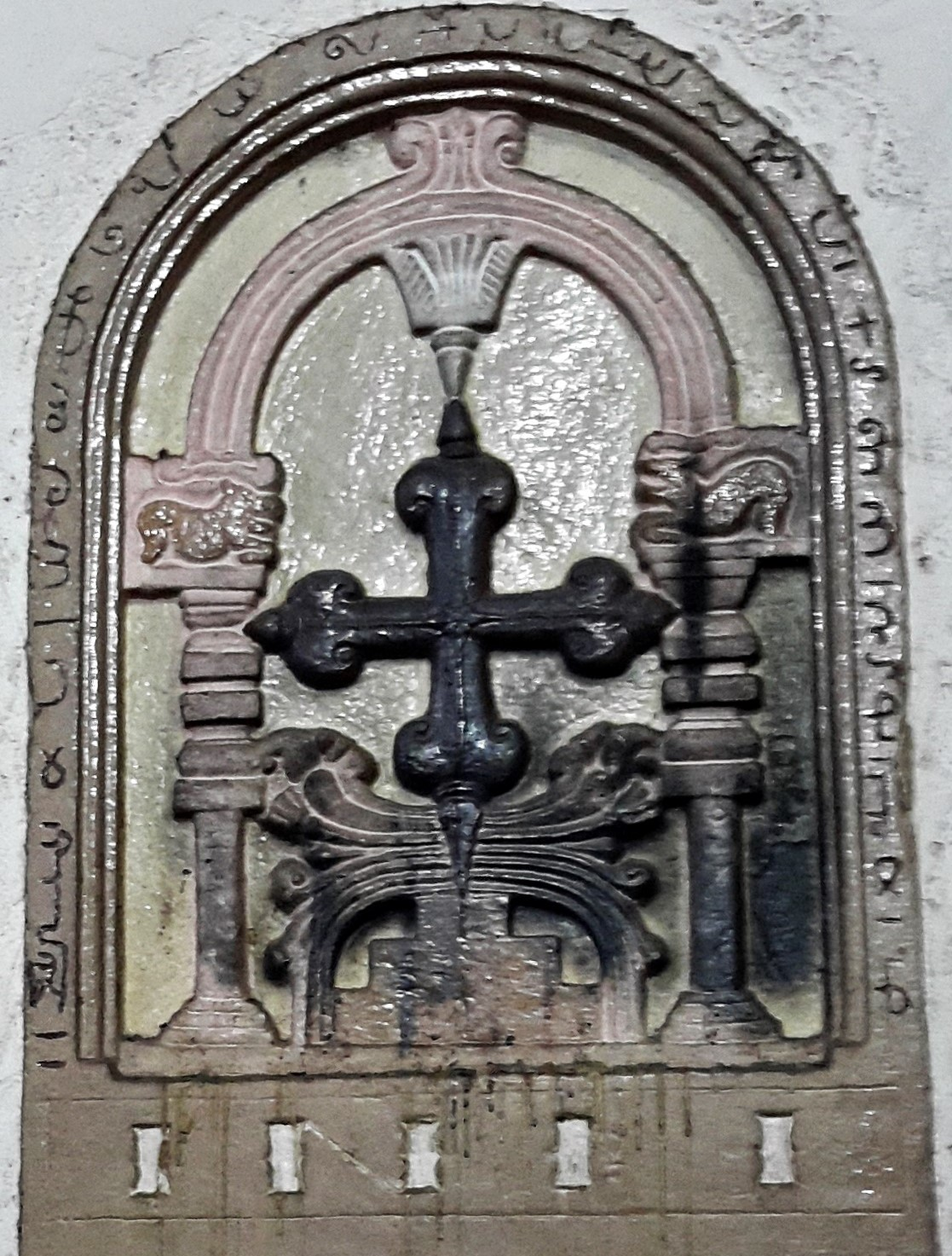
الصليب التقليدي للقديس توما، الرمز الثقافي والتاريخي لمسيحيي مار توما.

مسيحيو مار توما هم مجتمع وعرقية دينية مسيحية قديمة تقطن في ولاية كيرالا في الهند. يعود أصولها إلى البعثات التبشيريّة التي قام بها توما. وبالتالي تعتبر من بين أقدم المجتمعات المسيحية في العالم. يٌعتبر مسيحيو مار توما من أتباع عائلة الكنائس ذات التراث السرياني. وترتبط هذه الجماعة تقليديًا ببعض التراث اليهودي المسيحي الذي يعود إلى المسيحية المبكرة.
ينقسم مجتمع مسيحيي مار توما بين أربع عائلات رئيسية من الطوائف المسيحية وهي النسطورية: والتي تضم كنيسة الملكنار، والكنيسة الكلدانية السريانية؛ والأرثوذكسية المشرقية: والتي تضم الكنيسة المسيحية السريانية اليعقوبية، وكنيسة الملكنار الأرثوذكسية السريانية؛ والكاثوليكية: والتي تضم كنيسة السريان الملبار الكاثوليك، وكنيسة السريان الملكنار الكاثوليك؛ والبروتستانتية: والتي تضم كنيسة السريان الملبار المستقلة، وكنيسة مار توما للسريان الملكنار وكنيسة القديس توما الإنجيلية.
وفقًا للتعداد السكاني الهندي لعام 2011 حوالي 18% من سكان كيرلا هم من المسيحيين، وحوالي 12% من سكان كيرلا أو حوالي 4 ملايين نسمة هم من مسيحيي مار توما، في حين أن النسبة الباقية (6%) هي لمسيحيين من مجموعات عرقيّة أخرى والغالبية منهم من أتباع الكنيسة الرومانية الكاثوليكية. هاجر العديد من أبناء مجتمع مسيحيي مار توما إلى مدن أخرى في الهند. نشط المغترب المسيحي في فترة ما بعد استقلال الهند، وكانت الوجهات الرئيسية الولايات المتحدة الأمريكية، وكندا، وأوروبا الغربية، وأستراليا والشرق الأوسط. وفقًا لتقدير تقريبي، بين 20-25% من مسيحيين مار توما يعيشون خارج ولاية كيرالا.
ينطق مسيحيو مار توما في الحياة اليوميَّة باللغة الماليالامية، في حين يستخدم مسيحيو مار توما اللغة السريانية كلغة ليتورجية بشكل يومي في القداس الإلهي وعدد من العبادات الأخرى. وتكتسب اللغة السريانية أهمية دينية خاصة في المسيحية، أولاً لأن يسوع المسيح قد تكلّم بالآرامية، التي تعتبر بمثابة اللغة الأم للسريانية، وثانيًا لأن العديد من كتابات آباء الكنيسة والتراث المسيحي قد حفظ بالسريانية، إلى جانب اللغة اليونانية.

## تاريخ

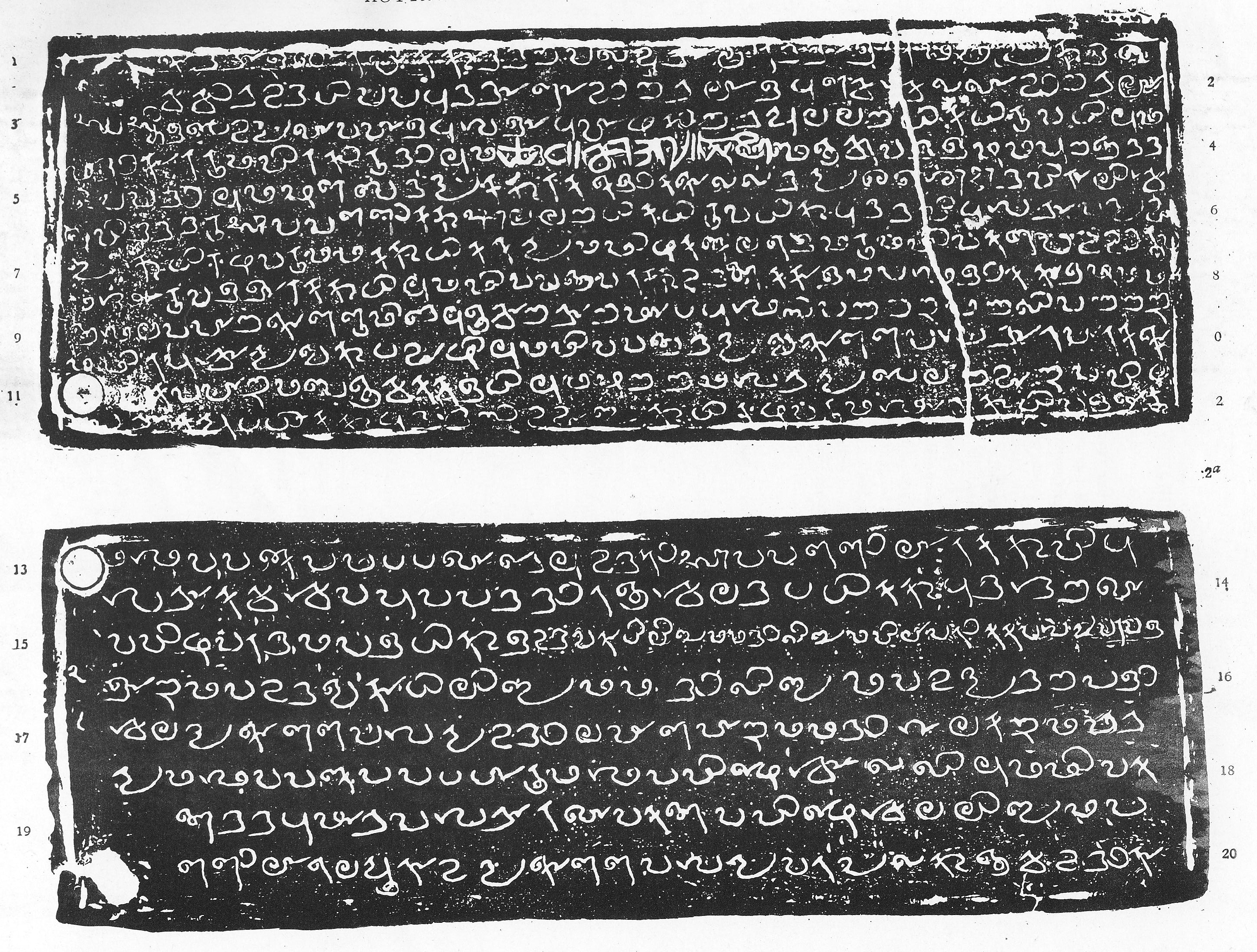
صحيفة نحاسية بكيرالا: وهي واحد من الأدلة الموثوقة عن الإمتيازات والنفوذ الذي تمتع به مسيحيي مار تونا في ملبار.

بحسب التقليد السرياني في الهند فإن المسيحية وصلت هناك عن طريق نشاط توما، أحد تلاميذ المسيح الإثنا عشر، حيث قام بناء سبع كنائس خلال فترة تواجده هناك. غير أن أقدم ذكر لهذا التقليد يعود إلى القرن السادس عشر. وبحسب كتاب أعمال توما الذي كتب بالرها بأوائل القرن الثالث فقد ذهب توما إلى منطقة نفوذ الملك الفارثي جندفارس الواقعة في الباكستان حاليا. بينما يصف عدة كتاب ومؤرخون مسيحيون توما الرسول برسول الهنود. وهو السبب الذي سمي به مسيحيو جنوب غرب الهند بمسيحيي القديس توما.
ذكر عدة رحالة في العصور الوسطى تواجد قبر توما الرسول بالقرب من مدينة قويلون (كولام حاليا) والذي أضحى مركز حج في المنطقة. ومن الملاحظ أن عدة رحالة ذكروا كذلك وجود أماكن أخرى مرتبطة بتوما الرسول في سومطرة وهو ما يرى على أنه دليل على نشاط لكنيسة المشرق في تلك الأنحاء. ويفسر المؤرخون كون الهند جزءا من كرسي قطيسفون البطريركي دليلا قويا على عدم صحة تقليد تبشير الرسول توما بها.
وبحسب رواية حكيت للمستكشفين البرتغال للهند، فقد وصلت المسيحية إلى كيرالا بجنوب غرب الهند حين استقر بها تاجر من الرها يدعى توما القاني برفقة عدد من العوائل السريانية واليهودية. كما انتشرت قصص أخرى لاحقا تعزو انتشار المسيحية إلى كاهنين من أرمينيا. غير أن هذه الروايات تبقى قصص شعبية لا تحضى بموثوقية تذكر.

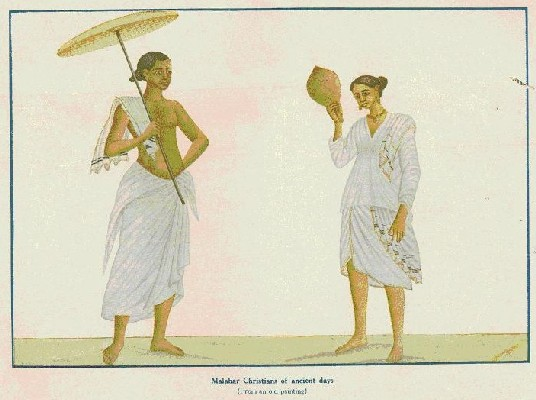
رسمة من القرن التاسع عشر تصور المسيحيين الملبار.

من الآثار القليلة المتبقية التي تشهد على التواجد التجاري لمسيحيين سريان مشرقة في الهند مجموعة من الصفائح النحاسية المسكوكة من قبل ملك هندي محلي يهب خلالها تاجر مسيحي يدعى سبريشوع قطعة أرض ليبني عليها قرية وكنيسة. وتذكر صفيحة أخرى إرشادات بالسماح للمسيحيين بركوب الفيلة وهو ما كان محصورا بالطبقة العليا في المجتمع الهندي. بينما تحوي الثالثة على اتفاق بوضع نقابة تجار يهود تحت حماية نقابة للمسيحيين وتحوي تواقيع الشهود باللغات العربية والفهلوية والعبرية.
وانتمى مسيحيي القديس توما إلى طبقة عليا في المجتمع الهندي، فاحتفظوا بثقافتهم الهندية بجانب ديانتهم المسيحية المتأثرة بشدة بالتقاليد المسيحية السريانية، فاستمرت المسيحية بها بعد اختفائها في معظم أنحاء آسيا.
شهد القرن الرابع عشر نشاطًا بحريًا أوروبيًا في المحيط الهندي فالتقوا مسيحيي القديس توما من أتباع كنيسة المشرق الذين كانوا يتمتعون باستقلالية وامتيازات تجارية. كما التقى المستكشف الإيطالي لوكوفيكو دي فارتيما بمجتمعات مسيحية تتبع كنيسة المشرق في ماليزيا وسومطرة. التقى المستكشفون البرتغال الذين نشطوا بالمحيط الهندي بمسيحيي القديس توما ابتداءً من النصف الثاني من القرن الخامس عشر. وازدادت القصص حولهم في أوروبا في أوائل القرن السادس عشر. كما التقى المستكشف الإيطالي لودفيغو دي فارتيما بعدة مجتمعات مسيحية تتبع كنيسة المشرق أثناء رحلاته لآسيا بين 1505 و 1507. فبجانب المجتمعات المزدهرة في كيرالا بجنوب غرب الهند، كانت نظيرتها في كوروماندل على الساحل الجنوبي الشرقي على وشك الانقراض نتيجة الاضطهادات. كما ذكر وجود مسيحيين في مملكة أيوثايا بسيام. وعلى العموم فعلا الأغلب أن هذه المجتمعات الصغيرة الحجم تأسست على يد تجار سلكوا طريق الحرير البحري.

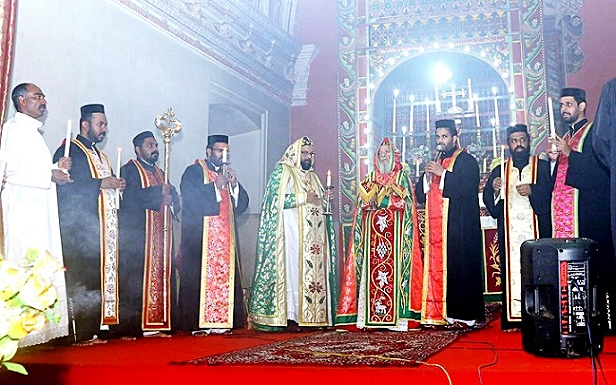
مسيحيون من كنيسة الملنكار الكاثوليك يتعبدون حسب الطقوس السريانية الغربيّة.

يعود تاريخ إمبراطورية البرتغال في الهند إلى المستكشف فاسكو دي غاما الذي صادف مسيحيين في كوتشين سنة 1502، كما عقد اتفاقية مع راجا المدينة سمحت للبرتغاليين بتأسيس قاعدة لهم بها. كانت علاقات الأوربيين بالمسيحيين المحليين حسنة للغاية في أوائل القرن السادس عشر كما يظهر من خلال الهدايا المتبادلة بين الطرفين. غير أن هذه العلاقات تدهورت حين بدأ البرتغال بالتضييق على أساقفة كنيسة المشرق في كيرالا.
سرعان ما حاول البرتغال كثلكة وليتنة مسيحيي كيرالا وهو الأمر الذي لقى مقاومة شديدة. وقام البرتغاليون ببناء كاتدرائية كاثوليكية بالقرب من ضريح توما الرسول كماأنشأوا أبرشية في غوا سنة 1533. وحاول اليسوعيون بقيادة فرنسيس زافيير وإغناطيوس دي لويولا نشر الكاثوليكية بين مسيحيي كنيسة المشرق بالهند من دون نجاح يذكر حيث أن معظمهم رفض سلطة الكهنة الكاثوليك الذين لم تكن لهم معرفة بطقوسهم وتقاليدهم الدينية.

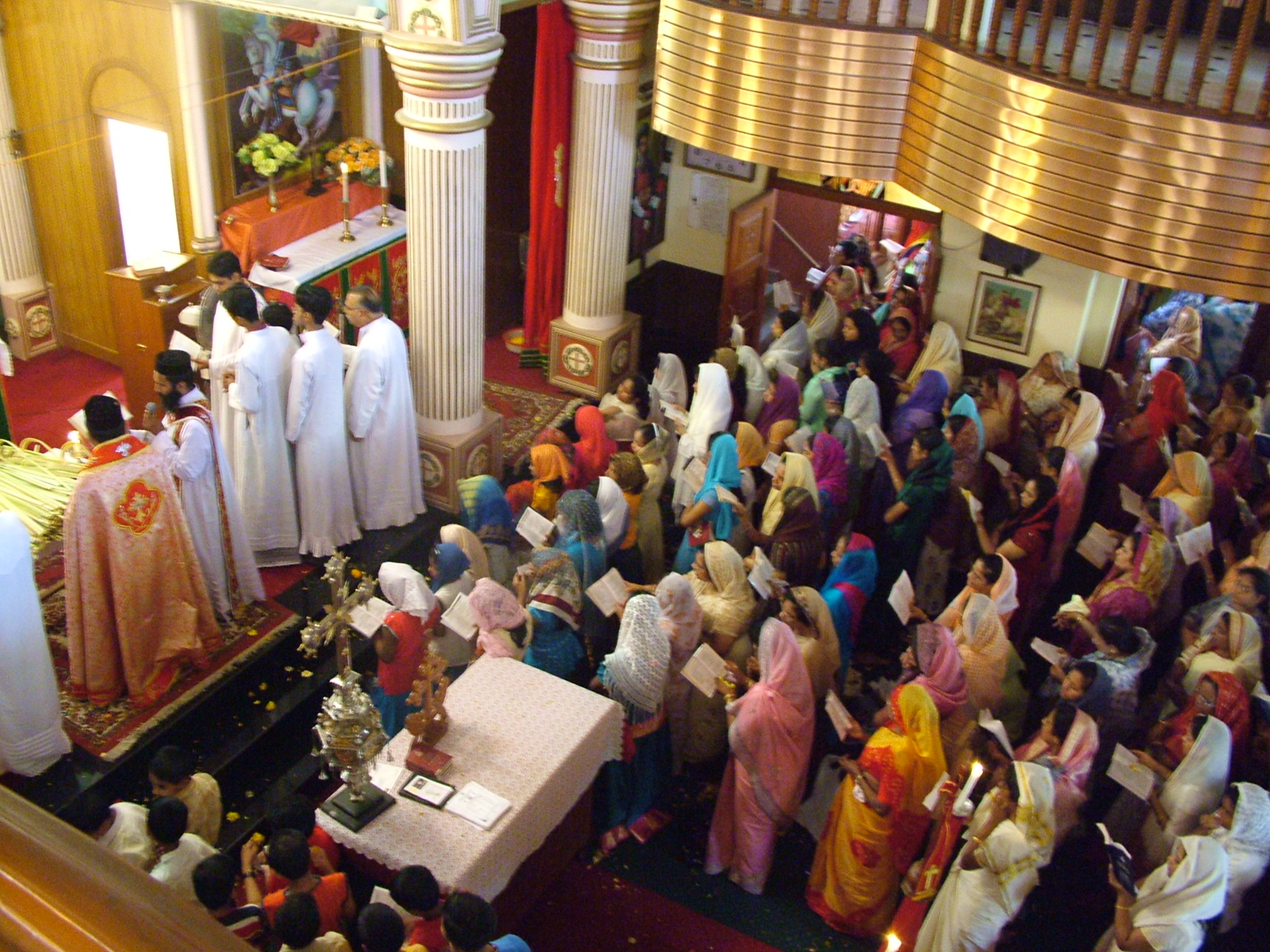
نساء يؤدون الصلوات حسب الطقوس السريانية الأرثوذكسية.

تمكن الكلدان الكاثوليك من بسط سلطتهم على الهند في عهد يوحنا سولاقا الذي أرسل الأسقف يوسف سولاقا للإشراف على الكنيسة هناك. غير أن يوسف اتهم بالهرطقة من قبل البرتغاليين بسبب استعماله للطقس السرياني الشرقي ومثل أمام محكمة تفتيش في غوا وأرسل لاحقًا إلى روما للتحقيق في معتقده، غير أنه سرعان ما توفي بعد أن تمت تبرئته من تلك التهم. وفي ذلك الحين أرسل البطريرك شمعون الثامن دنحا إبراهيم الأنغمالي كآخر مطارنة كنيسة المشرق في تلك الفترة إلى الهند سنة 1557 فأصبحت هناك ثلاث كنائس تنازع على بسط سلطتها على مسيحيي الهند.
تمكن رهبان كرمليين من استدراج معظم مسيحيي كيرالا بأن سمحوا باستعمال الطقس السرياني الشرقي بدلاً من الطقس اللاتيني، فتأسست بذلك كنيسة السريان الملبار الكاثوليك. شهدت سنة 1670 انتفاضة أخرى قام بها مسيحيو كيرالا ضد الكاثوليك حظيت بدعم الهولنديين وانتهت بقيام الأسقف السرياني الأرثوذكسي غريغوريوس عبد الجليل بتأسيس سلطة السريان المغاربة في الهند.كما حاولت مجموعة أخرى من مسيحيي كيرالا إعادة تأسيس كنيسة المشرق بأوائل القرن الثامن عشر غير أن أساقفة كنيسة المشرق لم يصلوا الهند حتى سنة 1874 حين تأسست أبرشية تريتشور. تعرف المجموعة الواقعة حتى اليوم تحت سلطة بطريرك كنيسة المشرق الآشورية بالكنيسة السريانية الكلدانية ويبلغ تعداد أتباعها حوالي 50,000.

## الطوائف

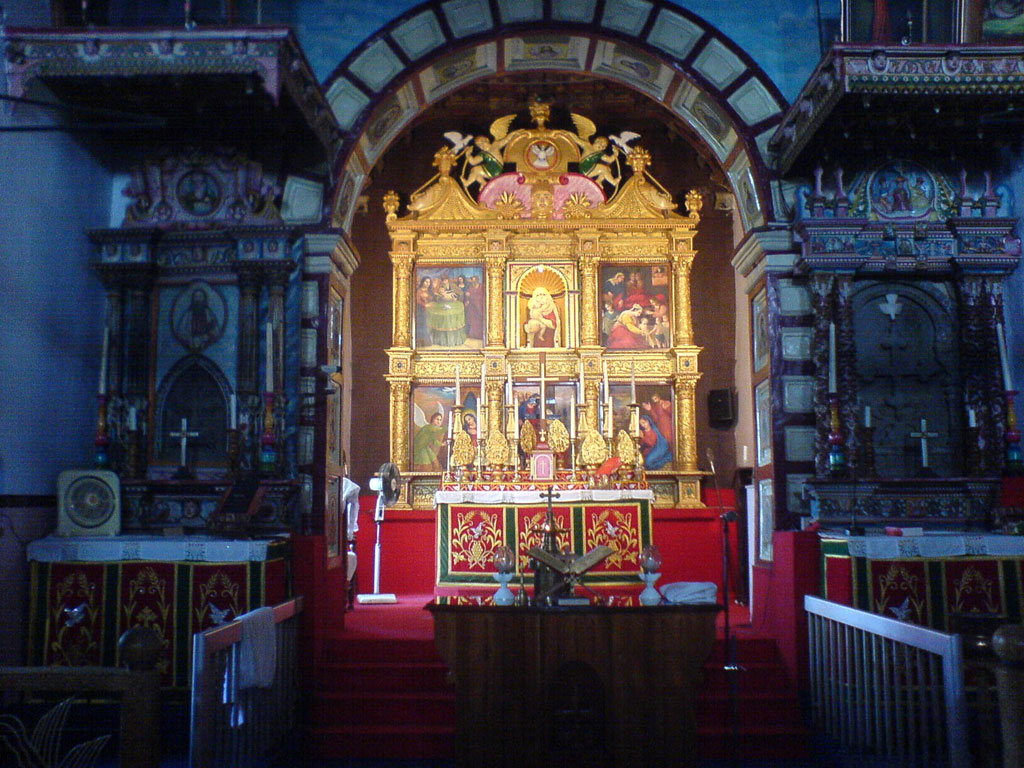
مذبح كنيسة القديس توما للسريان الملبار الكاثوليك بمالاياتور بكيرالا.

ينتمي مجتمع مسيحيين مار توما إلى الكنائس المسيحية السريانية وهي تقليد أو تراث فريد لمجموعة من الكنائس الشرقية، تتميز به عن غيرها من الكنائس من ناحية اللغة (السريانية) والثقافة.
ينقسم مجتمع مسيحيي مار توما إلى عدة طوائف مسيحية:
- تاريخيًا: كنيسة الملكنار.
- كنيسة المشرق: الكنيسة الكلدانية السريانية (كنيسة الشرق الآشورية في الهند).
- أرثوذكسية مشرقية: الكنيسة المسيحية السريانية اليعقوبية وكنيسة الملكنار الأرثوذكسية السريانية (الكنيسة الهندية الأرثوذكسية).
- كاثوليكية: كنيسة السريان الملبار الكاثوليك وكنيسة السريان الملكنار الكاثوليك.
- إصلاحية: كنيسة السريان الملبار المستقلة، وكنيسة مار توما للسريان الملكنار وكنيسة القديس توما الإنجيلية.

## واقع مسيحيين مار توما
أشار ديفيكا وفارجيس في عام 2010، أنّ: «مسيحيون مار توما في الوقت الحاضر أقلية كبيرة، ولهم وجود قوي في جميع مجالات الحياة في ولاية كيرالا».

### الأوضاع الاجتماعية والاقتصادي

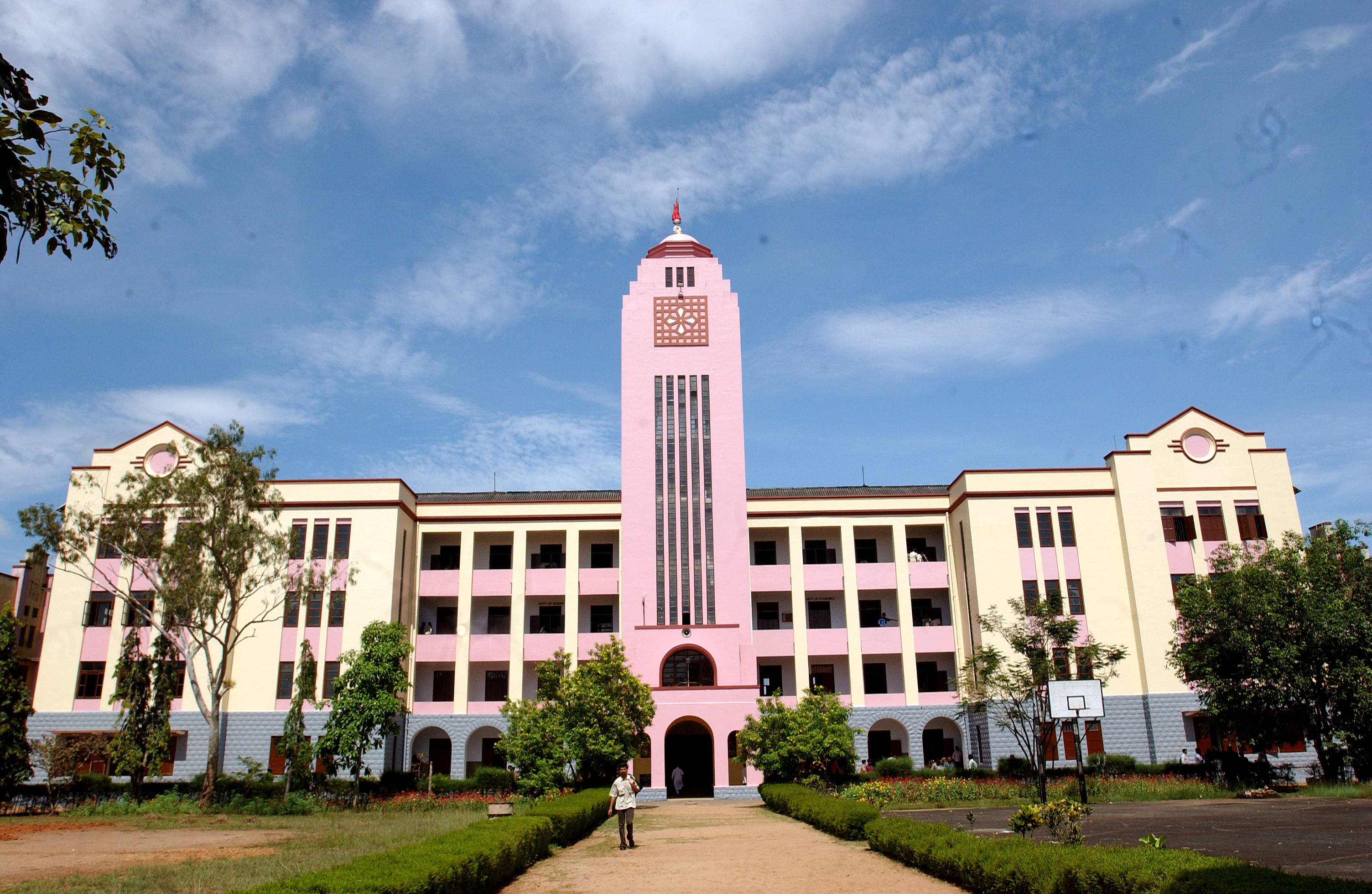
مدرسة مار إفانيوس الكاثوليكية: يعتبر مسيحيي مار توما أقلية نموذجية وناجحة بسبب إتفاع المستوى التعليمي والاقتصادي بينهم.

على الرغم من قيام مجتمع مسيحيون مار توما بتقديم بعض التنازلات للامتيازات الاجتماعية والدينية الخاصة بهم في أعقاب سقوط الحكم البرتغالي في القرن السادس عشر، الا أن المجتمع بدأت بالظهور مجددًا كمجتمع قوي وثري ابتداءًا القرن التاسع عشر فصاعدًا. أدت التغيرات الاجتماعية في الهند البريطانية إلى زيادة الثروة والسلطة الاجتماعية لمسيحيي القديس توما. ولعب مجتمع مسيحيون مار توما دورًا رائدًا في العديد من المجالات الاقتصادية مثل الأعمال المصرفية والتجارة والأسواق المالية.
حوالي 17.4% من مسيحيون مار توما من السكان البالغين يعملون لحسابهم الخاص - وهو أعلى معدل إحصائيًا مقارنًة بجميع الطوائف الدينية في ولاية كيرالا. ويتصدر مجتمع مسيحيين مار توما على أعلى معدلات من حيث نصيب الفرد من الدخل المالي وأعلى معدل من حيث نصيب الفرد من ملكية الأرض، حيث يملك العديد منهم ملكيات كبيرة. ومع تغير الظروف، تحول عمل المجتمع من زراعة الأرز وجوز الهند للتجارة في المطاط، والتوابل. تلعب المؤسسات التعليمية المسيحية دورًا بارزًا في الحياة الأكاديمية في ولاية كيرالا وفي جميع أنحاء الهند. ولعبت هذه المؤسسات دورًا هامًا في رفع المستوى التعليمي والإنجازات التعليمية والأكاديمية لدى مجتمع مسيحيون مار توما، حيث يحظى مجتمع مسيحيون مار توما في مستوى تعليمي وأكاديمي عالي من حيث إنهاء الدراسة الثانوية والجامعية.
أدى ارتفاع مستواهم في التعليم وفرص العمل المحدود في ولاية كيرالا، لارتفاع معدل الهجرة بين مجتمع مسيحيين مار توما. وقد ساعدت تلك التحويلات الخارجية من المهجر المسيحي الهندي أيضًا إلى حالة من التقدم الاجتماعي والاقتصادي للمجتمع. وفقًا لمسح من قبل الهجرة من ولاية كيرالا (1998) الصادر عن مركز الدراسات الإنمائية، تصدر مجتمع مسيحيين مار توما كل المجتمعات الأخرى في ولاية كيرالا من حيث ارتفاع مؤشر التنمية الاجتماعية والاقتصادية التي تقوم على معايير مثل حيازة الأراضي والسكن، والسلع، الإستهلاكية، والتعليم والعمل.

### ديموغرافيا

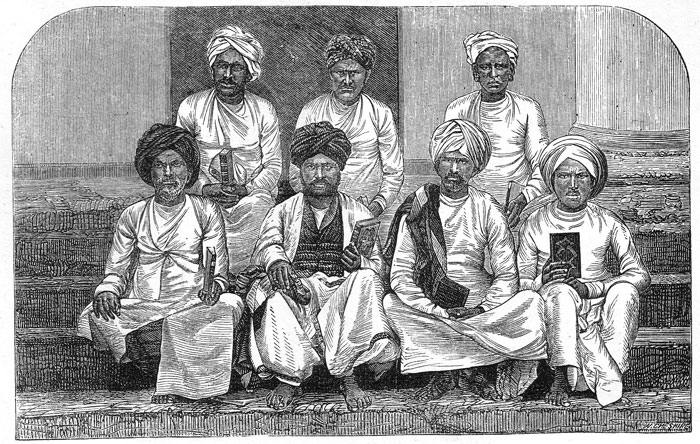
رسم يصور مسيحيين مار توما يعود لعام 1872.

في القرن العشرين كانت فترة تحول هامة في مجتمع مسيحيين مار توما من حيث الوضع الديموغرافي والاجتماعي والاقتصادي لها. في حوالي عام 1900، تركز المجتمع في عدد قليل من المناطق، وكان ثابت جغرافيًا وتميز بمعدل مواليد مرتفع للغاية، والزواج في سن مبكرة، حيث كان معدل الأطفال من 10 إلى 12 لكل امرأة متزوجة". وقد ازداد عدد السكا ثمانية أضعاف خلال القرن السابق، حيث كان المجتمع آنذاك ما يقرب من 50 في المائة من الأطفال. منذ سنوات 1960 عرف مجتمع مسيحيون مار توما تغيرًا جذريًا في النمو السكاني، لدى المجتمع أدنى معدل المواليد، وأعلى سن زواج، وأعلى معدل لتنظيم الأسرة، وأدنى معدل خصوبة مقارنًة مع المجتمعات الأخرى في ولاية كيرالا. يعود ذلك لارتفاع مستوى التعليمي والاقتصادي للمجتمع المسيحي مار توما، حاليًا نسبة الأطفال بين مجتمع مسيحيين مار توما إلى أقل من 25%.
اعتبارًا من عام 2001، تزكز أكثر من 85 في المائة من مسيحيين مار توما في كيرلا في سبعة مقاطعات. وقد هاجر العديد من أبناء المجتمع أيضًا إلى مدن أخرى في الهند مثل أوتي، ومانغلور، وبنغالور، وتشيناي، وبيون، ودلهي، ومومباي، وكويمباتور، وحيدر أباد، وكولكاتا. زادت معدلات الهجرة بين صفوف المجتمع المسيحي مار توما بشكل حاد في فترة ما بعد استقلال الهند، وكانت الوجهات الرئيسية الولايات المتحدة الأمريكية، وكندا، وأوروبا الغربية، وأستراليا والشرق الأوسط. ووفقًا لتقدير تقريبي، بين 20-25% من مسيحيين مار توما يعيشون خارج ولاية كيرالا.

## تقاليد وثقافة
يرتبط مسيحيون مار توما تقليديًا ببعض التراث اليهودي المسيحي الذي يعود إلى المسيحية المبكرة. وما يزال المجتمع يحتفظ بالعديد من التقاليد والطقوس القديمة الخاصة بهم، سواء في الحياة الاجتماعية والدينية. ويعتبر أبناء هذا المجتمع أعضاء في عائلة الكنائس ذات التراث السرياني. حتى 1970 أستخدم مسيحيين مار توما اللغة السريانية في طقوسهم الدينيَّة.
يمثل مسيحيين مار توما جماعة عرقية واحدة ومجتمع متميز، سواء من حيث الثقافة والدين. تأثرت الثقافة المسيحية الخاصة بمسيحيي مار توما من مصادر مختلفة منها هندية، وسريانية شرقية، وسريانية غربية، ويهودية وأوروبية في وقت لاحق. وصف المؤرخ بالكيد ج. بوديبارا مجتمع مسيحيي مار توما بأنهم «هندوس في الثقافة، مسيحيين في الدين، وشرقيين في العبادة».
تظهر التأثيرات السريانية الشرقية القادمة من بلاد فارس من خلال الطقوس الدينية واللاهوت الديني ومن خلال اللغة الطقسية والتقاليد الدينية، إلى جانب طقوس الطهارة الخاصة في المرأة والعلاقات الزوجية والأسريَّة. في حين يظهر التأثير اليهودي في ثقافة مسيحيي مار توما من خلال العادات والتقاليد. إذ يحفاظ المجتمع على بعض الطقوس اليهودية الأصليّة، مثل تغطية رؤوسهم خلال التعبد في الكنيسة، إلى جانب وضع الرموز الدينية مثل الشمعدان السباعيّ والمزوزا في المنازل، كما تأثرت القوانين الغذائية في مطبخ مسيحيي مار توما مثل الامتناع عن أكل الخبز أو أي طعام مصنوع من العجين المختمر في ليلة الفصح، وبدلاً من الخبز يؤكل الفطير غير المختمر المختبز، من الثقافة اليهودية.
تأثرت ثقافة مسيحيي مار توما من العادات الاجتماعية الخاصة بجيرانهم الهندوس. حيث تتشابه الطقوس التي تتعلق بالولادة، والزواج، والحمل، والموت مع المجتمعات الهندية الأخرى. تقليديًا انتمى مسيحيي القديس توما إلى طبقة عليا في المجتمع الهندي، فاحتفظوا بثقافتهم الهندية ومنها التسلسل الهرمي الطبقي بجانب ديانتهم المسيحية المتأثرة بشدة بالتقاليد المسيحية السريانية، ونجح مسيحيي مار توما في ربط وضعهم الاجتماعي مع الهندوس المنتمي إلى الطبقات العليا وذلك بسبب قوتهم العددية والنفوذ الاقتصادي. وشارك العديد من مسيحيي مار توما في القرن الثالث عشر والقرن الرابع عشر، في تجارة الفلفل مما أدى إلى تعيين أكبر عدد منهم بين ضباط إيرادات الميناء. وحصل المتجمع على مكافأة من الحكام المحليين حيث منحوا الأراضي والعديد من المزايا الأخرى.